# Studánka Bobčok 2
Studánka Bobčok 2, někdy nazývaná také studánka Bobčok II či studánka Babčok 2, se nachází v lese Bobčok (Babčok) na krátké odbočce Šenovské naučné stezky v Šenově v okrese Ostrava-město. Geograficky se nachází v nížině Ostravské pánve v Moravskoslezském kraji. Voda z pramene teče do potoka Dolní Datyňka nazývaného také Venclůvka v povodí řek Lučina, Ostravice a Odra (úmoří Baltského moře).

## Další informace
Studánka Bobčok 2 je celoročně volně přístupná od turistického rozcestníku Šenovské naučné stezky. Studánka byla vybudována, společně se studánkou Bobčok 1, v rámci programu 2000 v roce 2000 ostravskými Lesy České republiky. Zdroj vody je umístěn v trubce v kamenné zídce a poblíž se nachází lavička. Zdroj vody vzniká infiltrací (vsakem) dešťových srážek do sprašových hlín. Voda je pak vedena podložím až k prameni. Voda by měla být pitná. Studánka Bobčok 2 je blíže bezejmennému toku než Studánka Bobčok 1.

## Galerie

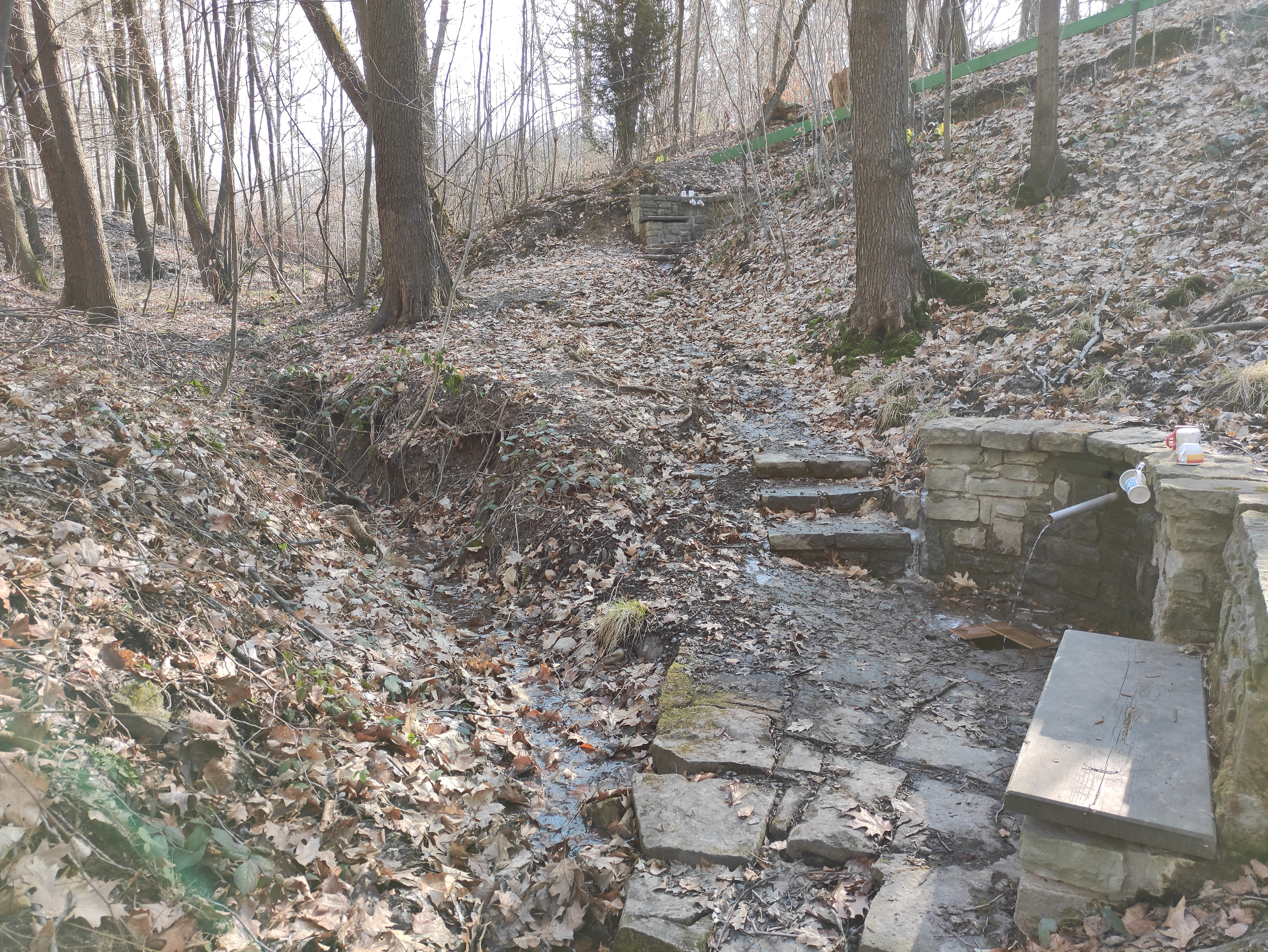
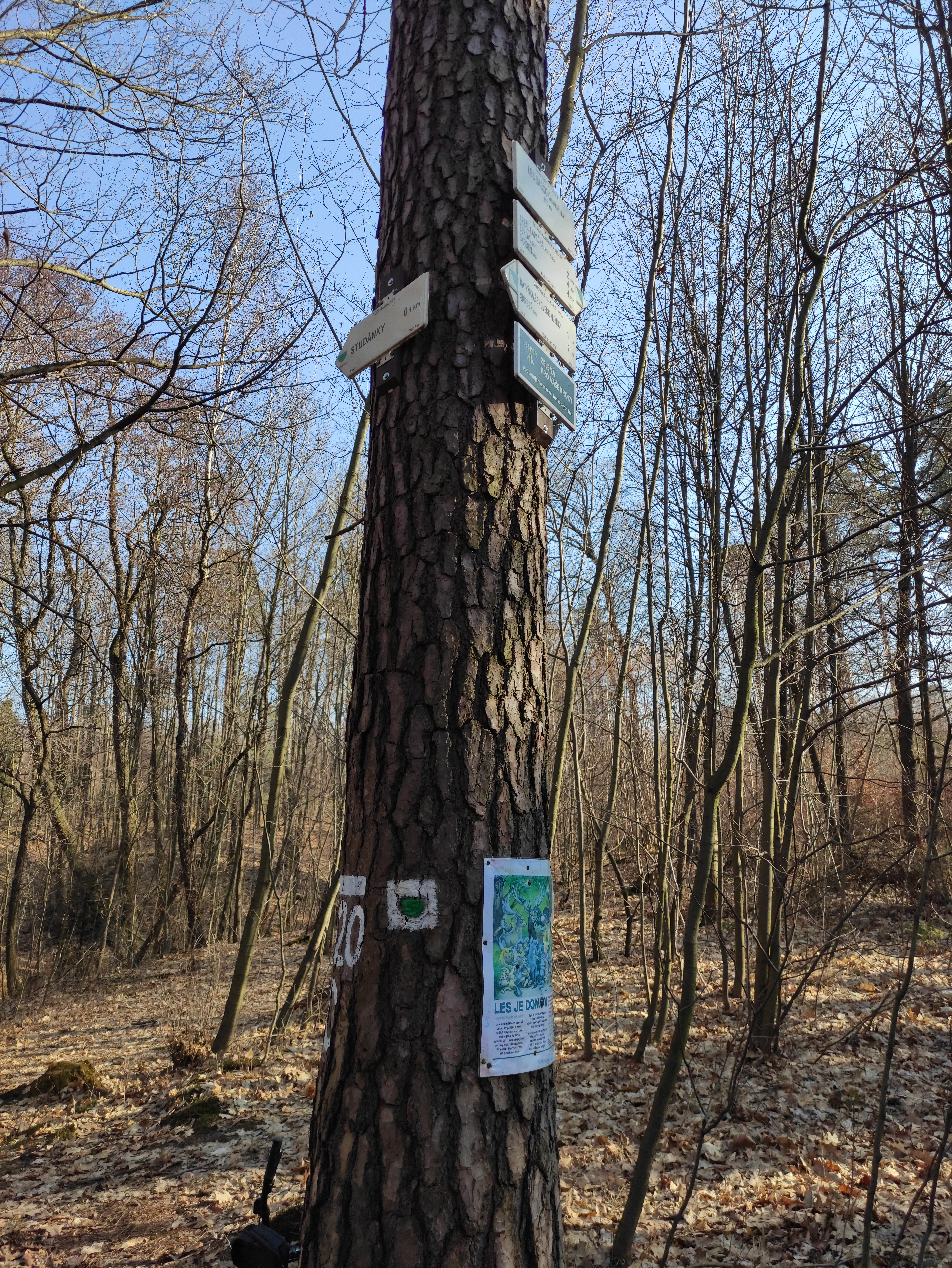